# Stripped Naked

Stripped Naked est un téléfilm policier canadien réalisé par Lee Demarbre en 2009.

## Synopsis
Larguée en pleine route par son petit ami à la suite d'une dispute, Cassie, une stripteaseuse, s'apprête à demander de l'aide à un automobiliste stationné quand elle assiste à un règlement de comptes entre trois personnes qui s'entretuent. Elle se retrouve ainsi avec une voiture, 90.000 $ en liquide et l'équivalent en amphétamines. Elle dissimule l'argent et la drogue chez elle en cachette de Jade, sa colocataire lesbienne. Le trafiquant de drogue met Jack, l'un de ses meilleurs hommes, à la recherche de l'argent disparu. Jack ne tarde pas à repérer la voiture et remonte la piste jusqu'à Jade, n'hésitant pas à tuer sadiquement tous les témoins qu'il rencontre.
Pendant ce temps, le petit ami de Cassie, venu récupérer ses affaires, découvre l'argent et s'enfuit avec. Cassie demande à Howie, le patron de la boite de nuit où elle travaille, de l'aider en échange d'une promesse de livraison d'amphétamines. Cassie fera semblant de se réconcilier avec son ex avant de le tuer. Howie tombe ensuite nez à nez avec Jack, qui vient de tuer Jade, et l'abat, avant de se faire tuer à son tour par Cassie. Alors que Cassie s'apprête à prendre la fuite, Kyla, la sœur et associée d'Howie, s'interpose et tue Cassie. Kyla s'est débarrassée de tout le monde, et peut alors prendre la direction de la boite de nuit, tandis que la police met les différents meurtres sur le compte d'un tueur en série.

## Fiche technique
- Titre original : Stripped Naked
- Réalisateur : Lee Demarbre
- Scénario : Christine Conradt, Ian Driscoll
- Musique : Richard Bowers, Steve Gurevitch
- Photographie : James Ransom
- Date de sortie : 2009 en vidéo
- Pays :  Canada
- Langue : anglais
- Durée : 83 minutes

## Distribution
- Sarah Allen : Cassie
- Jon Cor : Jack
- Mark Slacke : Roddy
- Cinthia Burke : Kyla Preston, la sœur d'Howie
- Linden Ashby : Howie Preston
- Luigi Saracino : Banger Dawson
- Guy Buller : Garrett
- Jennilee Murray : Harmony, une danseuse
- Paul Rainville : Mr. Grayson
- Katherine Dines-Craig : Newscaster (créditée comme Katherine Dines)
- Kim Guite : Un photographe
- Daniel Simpson : Un dealer
- Victor Cornfoot : Un dealer
- Peter Jurt : L'ex petit ami de Serena
- Jon McLaren : Luc
- Tommie-Amber Pirie : Jade

## Liens Externes
- Ressources relatives à l'audiovisuel :   - IMDb
  - LUMIERE
  - OFDb
  - The Movie Database